# 소금박물관 (레위니옹)

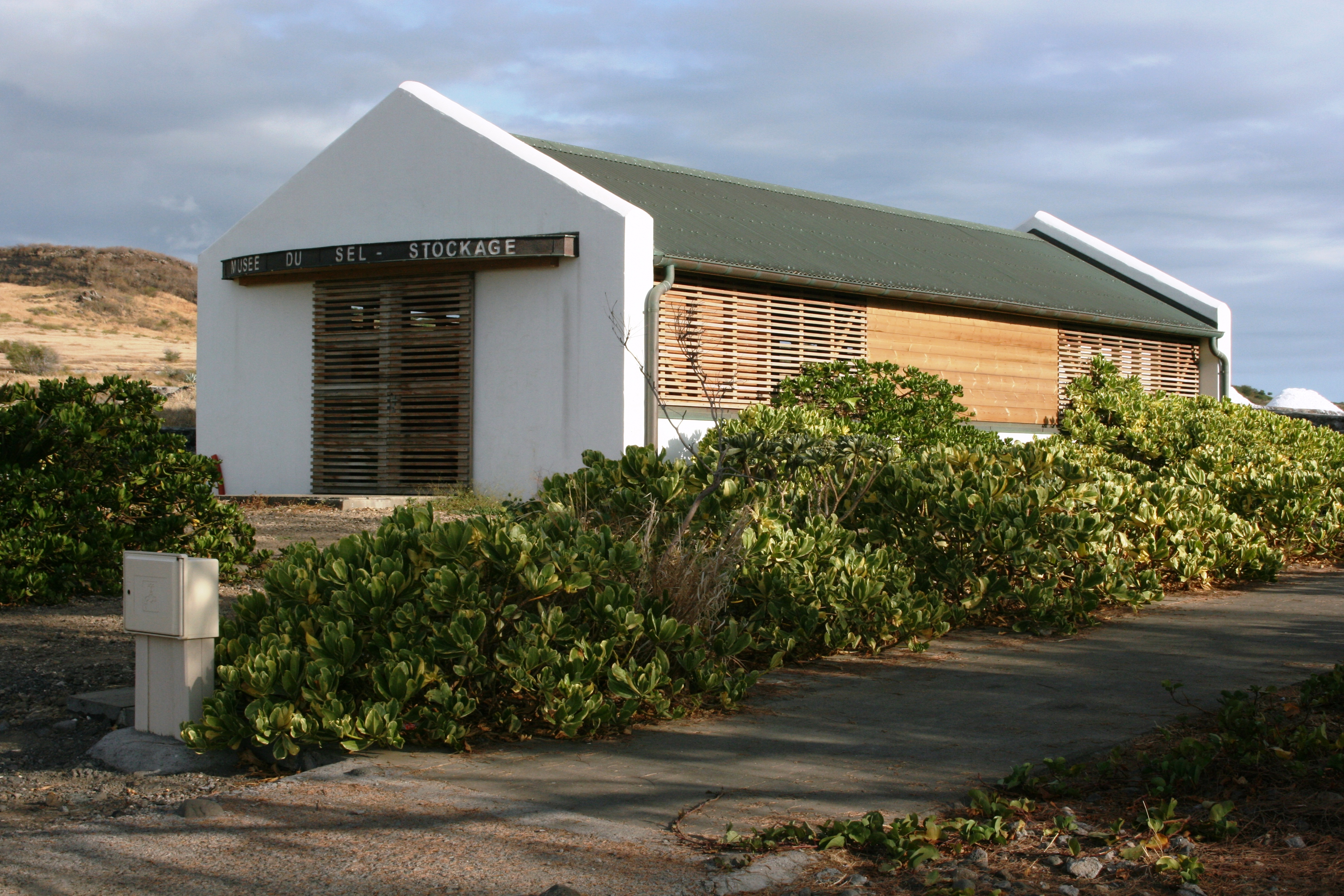
소금 박물관

소금 박물관(프랑스어: Musée du Sel)은 프랑스 레위니옹에 위치한 소금 박물관이다. 2007년 1월 16일 개관하였다.